# Walt Dohrn
Pour les articles homonymes, voir Dohrn.
Walt Dohrn (né le 5 décembre 1970) est un scénariste, réalisateur et acteur américain .

## Biographie
Walt Dohrn est connu pour avoir été la voix du nain Tracassin (Rumpelstiltskin en VO) dans Shrek 4.

## Filmographie
| Année | Titre                                                | Notes            | Métier                                                                                          | Rôle                                                    |
| ----- | ---------------------------------------------------- | ---------------- | ----------------------------------------------------------------------------------------------- | ------------------------------------------------------- |
| 1997  | Mr. Magoo                                            | Film             | Layout: Creative Capers                                                                         |                                                         |
| 2004  | Shrek 2                                              | Film d'animation | Dialogue additionnel Artiste de storyboard Écrivain de la chanson Fairy Godmother Song          |                                                         |
| 2007  | Shrek le troisième                                   | Film d'animation | Additional screenplay material Artiste de storyboard Écrivain de la chanson Final Showdown Voix | Étudiant Xavier Principal Pynchley Voix supplémentaires |
| 2009  | Monsters vs Aliens: Mutant Pumpkins from Outer Space | TV               | Voix                                                                                            | Link Kid                                                |
| 2010  | Shrek 4 : Il était une fin                           | Film d'animation | Voix Écrivain de la chanson Birthday Bash                                                       | Tracassin Prêtre Ogre Krekraw                           |
| 2010  | Donkey's Christmas Shrektacular                      | Court métrage    | Réalisateur                                                                                     |                                                         |
| 2014  | M. Peabody et Sherman : Les Voyages dans le temps    | Film d'animation | Voix                                                                                            | French Peasant Taxi Driver Spartacus                    |
| 2016  | Les Trolls                                           | film d'animation | réalisateur, voix                                                                               | Cloud Guy (voix)                                        |
| 2020  | Les Trolls 2 : Tournée mondiale                      | Film d'animation | réalisateur et voix                                                                             | Cloud Guy (voix)                                        |
| 2022  | Les Bad Guys                                         | Film d'animation | Voix                                                                                            | Le scientifique                                         |
| 2023  | Les Trolls 3                                         | Film d'animation | co-réalisateur avec Nelson Yokota et voix                                                       | Cloud Guy (voix)                                        |
| 2026  | Shrek 5                                              | Film d'animation | réalisateur                                                                                     |                                                         |